# Gemmatimonas aurantiaca
Gemmatimonas aurantiaca è un batterio gram-negativo, aerobico e accumulatore di polifosfati. Si riproduce per gemmazione o scissione binaria ed ha una forma bacillare, simile ad una bacchetta. Cresce in condizioni di temperatura comprese tra i 25 °C e i 35ºC con un ottimo che coincide a 30 °C e ad un valore di pH compreso tra 6,5 e y 9,5, con un ottimo di 7.
Fu isolato per la prima volta in un reattore batch adibito al trattamento delle acque residuali in condizioni aerobiche ed anaerobiche sequenziali, per poi essere classificato e numerato con il codice (type strain) T-27 (=JCM11422 =DSM 14586).